# صادق خلخالي
محمد صادق صادقي كيوي ويُعرف بصادق خلخالي (بالفارسية: صادِق خلخالى) (27 يوليو 1926 في أردبيل، إيران - 26 نوفمبر 2003 في طهران، إيران) أول مدعٍ عام إيراني في إيران بعد انتصار الثورة الإسلامية الإيرانية، وكان يشتهر بالجدية والمواقف الحاسمة تجاه من يوصَفون بالمجرمين. يُنسب إلى صادق بعض الإعدامات التعسفية التي جرت في إيران بعد انتصار الثورة الإسلامية ، في حين يعتقد البعض انه كان يقوم بواجبه كمدعٍ عام وحسب، والكثير من الذين تعرضوا للظلم من قِبل نظام الشاه يؤيدون مواقف صادق الحاسمة ويحبونه. في السنوات الأخيرة من حياته اختار العزلة ولم يظهر كثيرًا بين الناس. توفي في 27 نوفمبر 2003 بعد صراع مع مرض آلزهايمر 
زادت شهرته في الغرب بعد ظهوره على شاشات التليفزيون وهو يتفحص جثث الجنود الأمريكيين الذين احترقوا في عملية مخلب النسر التي كانت تهدف إلى إسقاط نظام الثورة الإسلامية بحجة محاولة إنقاذ 52 رهينة تم احتجازهم في السفارة الأمريكية في طهران. عرف التاريخ الحديث هذه الحادثة بـ”احتجاز الرهائن في السفارة الأمريكية بطهران”.
وهو معروف بالإرث المتعطش للدماء الذي تركه وراءه عندما كان مسؤولاً عن المحكمة الثورية الإسلامية.